# دونالد بوستروم
دونالد بوستروم (بالسويدية Donald Boström) صحفي، كاتب، ومصور صحفي سويدي، ولد في استوكهولم في 30 مايو 1954، اشتهر بكتاباته المتعلقة بقضية الصراع العربي الإسرائيلي. كما أن لديه عددا من الكتب في الطبخ.

## كتاب إنشالله
كتب بوستروم عام 2001 كتابا اسمه «انشالله» (بالسويدية Inshallah: konflikten mellan Israel och Palestina) في 420 صفحة، يضم قرابة المئتي صورة التقطها بوستروم في فلسطين، يرصد من خلالها معاناة الفلسطينيين اليومية مع الاحتلال الإسرائيلي، إضافة إلى مقالات لبوستروم ومجموعة من الكتاب السويديين والصحافيين الذين لديهم خبرة في الصراع الفلسطيني الإسرائيلي ومنطقة الشرق الأوسط.
ترجمت أمل عطا عبّاس الكسواني الكتاب إلى العربية، عام 2006.

## أزمة سرقة إسرائيل أعضاء بشرية لفلسطينيين 2009
كتب بوستروم مقالاً في الصحيفة السويدية أفتون بلادت بعنوان «أبناءنا نهبت اعضاءهم» في 17 أغسطس 2009، تحدث فيه عن سرقة الجيش الإسرائيلي أعضاء شبان فلسطينيين بعد قتلهم لبيعها لوكالات متاجرة بالاعضاء البشرية في نيوجيرسي.
فجّر هذا المقال أزمة في العلاقات السويدية-الإسرائيلية، خصوصا بعد الرفض السويدي الرسمي للاعتذار عما جاء في المقال، واعتبار الإسرائيليين ما جاء في المقال جزء من «لا سامية السويد تجاه اليهود»، ومطالبة إسرائيل السويد والصحيفة باعتذار رسمي.

### ردود الافعال

#### إسرائيل
وقال متحدث باسم وزارة الداخلية الإسرائيلية انها جمدت إصدار تأشيرات دخول للصحافيين السويدين، لكن من يعملون في البلاد بالفعل لن يتأثروا بذلك في الوقت الحالي، وقال المكتب الاعلامي للحكومة انه سيأخذ مزيداً من الوقت لمراجعة طلبات الاعتماد التي يتقدم بها سويديون.
ونقل مسؤول إسرائيلي عن رئيس الوزراء الإسرائيلي بنيامين نتنياهو قوله لأعضاء حكومته في أول تعليق له على الموضوع «تصريحات الصحيفة السويدية مشينة لا نتوقع اعتذاراً من الحكومة السويدية.. نتوقع إدانة».
و كرر المسؤول ما ورد على لسان وزراء آخرين من تشبيه للمقال «بتهمة الدم» في العصور الوسطى التي كانت تزعم أن اليهود يستخدمون دماء الأطفال المسيحيين في طقوسهم الدينية. 
في حين رد وزير الخارجية الإسرائيلي اليميني المتطرف افيغدور ليبرمان قائلاً «من المعيب ان ترفض وزارة الخارجية السويدية التدخل إزاء دعوة إلى القتل تستهدف اليهود». وعقب على النبأ قائلاً «إنه يعد استمرارا طبيعيا لفرية الدم التي يعرفها التاريخ اليهودي».
وقال المتحدث باسم وزراة الخارجية الإسرائيلية ايغال بالمور إن قرار الصحيفة نشر التقرير «علامة مخزية» للصحافة السويدية. وأضاف «في دولة ديمقراطية يجب أن لا يكون مكان للطعن والتشهير وان هذا التقرير عار على ديمقراطية السويد وصحافتها». 

#### السويد
دانت السفيرة السويدية في إسرائيل المقال، إلا أن الوزارة رفضت تبني تصريحاتها حيث ردد مسؤول رسمي قوله ان تؤكد السويد على أن حرية الصحافة تمنعها من التدخل في النزاع. وأعلن وزير الخارجية السويدي كارل بيلت أنه مُصر على احترام حرية التعبير، وقال في مؤتمر صحافي عقد في ريكيافيك: «كعضو في الحكومة السويدية، من واجبي احترام حرية التعبير، بناء على الدستور السويدي، ومهما كان رأيي الشخصي في ما يكتب في الصحافة السويدية».
وتابع «انا لست رئيس تحرير المجلة ولا اسعى لان اكون كذلك»، إلا أنه قال إنه يتفهم بعض ردات الفعل. 

#### دونالد بوستروم
وحول سبب روايته لهذه الأحداث بعد 17 عاما من وقوعها، قال الصحفي السويدي أن الصحف رفضت نشر مقاله بسبب حساسيته الشديدة، فقرر أن يروي ما حدث في كتاب له صدر عام 2001 بعنوان: «إن شاء الله».
وردا على الهجوم الإسرائيلي عليه واتهامات له بإثارة الكراهية ضد اليهود وعدم الحياد، أوضح بوسرتوم في حديثه مع «بي بي سي» أنه توجه صباح اليوم الذي تلا حادثة قلقيلية إلى القدس؛ حيث تحدث إلى ناطق باسم الجيش الإسرائيلي الذي نفى رواية العائلات الفلسطينية نفيا قاطعا، ووصفها بالتلفيقات الكاذبة، وقد نشر بوستروم ذلك في مقاله.
وفي حديث آخر لبوستروم مع قناة الجزيرة الفضائية، قال إن مقاله «يقول الحقيقة وإسرائيل تنتهك القانون الدولي في الأراضي الفلسطينية المحتلة كل يوم، ولا يريدون من أحد أن يكتب عن ذلك، وعندما يكتب أحد عن ذلك لا يروق لهم، خاصة في مثل هذه القضايا التي يرونها حساسة، والحكومة الإسرائيلية تحاول أن تستخدم هذا المقال لأسباب سياسية لكسب المزيد من الدعم».
وأضاف بوستروم أنه يرد على من يتهمه بمعاداة السامية بدعوته لقراءة المقال أولا؛ حيث لا يوجد فيه حرف واحد يمكن أن يرقى إلى مصاف هذا الاتهام، مشيرا إلى أن الحكومة الإسرائيلية طلبت من وسائل الإعلام السويدية عدم نشر مقالات من هذا النوع أبدا لكن «يبدو أنها لا تفهم قواعد الديمقراطية في السويد»، على حد تعبيره.

#### رد الفعل الفلسطيني
أطلق منتدى مؤسسات المجتمع المدني الفلسطيني الإلكتروني (بينجوف)  حملة دعم وتأييد للصحفي السويدي. ونقلت وكالة معا الفلسطينية عن مؤسس المنتدى رامي مهداوي قوله «إن الحملة عبارة عن إرسال رسالة بريدية إلى هذا الصحفي عبر تليفونه أو عنوانه البريدي لدعمه مشيرا إلى أن وسائل الإعلام المحلية والدولية والإقليمية لم تعط هذه القضية حقها.»
وطالب المهداوي القيادات الفلسطينية بـ «كشف حقائق القضية، ومتابعة هذا الملف في جميع المحافل الدولية، وإرفاقها بملفات الانتهاكات الإسرائيلية اليومية للفلسطينيين من استيطان وهدم منازل المقدسيين، إضافة إلى جرائم العدوان الإسرائيلي على قطاع غزة.»

## وصلات خارجية
- ترجمة مقال ابناءنا نهبت اعضاءهم للعربية في صحيفة السفير اللبنانية
- مقال عن بوستروم
- جرائم الإسرائيليين في سرقة أحشاء الفلسطينيين، دونالد بوستروم/ صحفي سويدي، برنامج بلا حدود، قناة الجزيرة، 21 أكتوبر 2009